# Luscinia phaenicuroides
Luscinia phaenicuroides é uma espécie de ave da família Muscicapidae.
Pode ser encontrada nos seguintes países: Butão, China, Índia, Laos, Myanmar, Nepal, Paquistão, Tailândia e Vietname.
Os seus habitats naturais são: florestas temperadas.